# Демирель, Али
Али Шюхан Демирель (тур. Ali Sühan Demirel; род. 2 января 2003, Люнен, Северный Рейн-Вестфалия) — турецкий футболист, нападающий клуба «1461 Трабзон».

## Клубная карьера
Демирель — воспитанник немецких клубов «Пройссен» и «Бохум». В 2022 году игрок вернулся на историческую родину подписав контракт с «Касымпашой». 18 октября в матче Кубка Турции против «Йени Мерсин» он дебютировал за основной состав. В этом же поединке Али забил свой первый гол за «Касымпашу». 23 октября в матче против «Кайсериспора» он дебютировал в турецкой Суперлиге.
В 2023 году Демирель был арендован «1461 Трабзон». 1 октября в матче против «Диярбакырспора» он дебютировал во Второй лиге Турции. 18 октября в поединке против «Караджабей Беледиеспора» Али забил свой первый гол за «1461 Трабзон».